# Ripuarski Franki
Ripuarski Franki (latinsko Ripuarii; iz latinskega ripa – breg, obala, nemško Rheinfranken, dob. 'Renski Franki') so bili ena od dveh glavnih skupin zgodnjih Frankov, omenjena v številnih virih iz 6. stoletja. Živeli so ob Renu v sedanji severni Nemčiji. Druga večja skupina so bili Salijski Franki, ki so živeli zahodno od Ripuarcev v sedanji Nizozemski in Belgiji. 
Delitev Frankov na Ripuarce in Salijce bi se lahko začela v poznem Rimskem cesarstvu. Iz zgodovinskih virov je razvidno, da so takrat že izgubili svojo neodvisnost zaradi rastoče moči Merovingov, vendar so svojo identiteto znotraj frankovskega imperija obdržali vsaj do 7. stoletja, ko so v  zakoniku Lex Ripuaria zbrali svojo tradicionalno zakonodajo.

## Zgodovina
V 3. stoletju je na desne bregu Rena nastala frankovska plemenska zveza. Med plemena, ki so že v rimskem času živela na  tem ozemlju, so spadali Sikambri, Hamavi, Brukteri, Hatuari in Tenkterji. V dokumentih so omenjena stara plemena zamenjali Franki, ki so najverjetneje predstavljali zvezo vseh ali samo nekaj plemen. 
Ti neodvisni Franki so pogosto prečkali Ren in na njegovem  levem bregu  postavili svoja opirišča, iz katerih so vdirali v Rimsko cesarstvo. Rimljani so si nazadnje kupili mir z dovoljenjem za njihovo naselitev na levem bregu Rena pod pogojem, da sodelujejo pri ohranjanju miru na severni meji cesarstva. Mnogo Frankov je v Rimskem cesarstvu doseglo vodilne položaje. 
Ren je v zgodnjem Rimskem cesarstvu veljel za severno mejo cesarstva. Rimljani so ob njem ustanovili provinci Gornjo in Spodnjo Germanijo. Mejo med njima je pomenila in vzdržavala rimska trdnjava Mainz (castrum Mogontiacum). Spodja Germanija, kamor so spadali Ripuarci, je kasneje postala Druga Germanija  (Germania Secunda). Vanjo so bila vključena mesta Castra Vetera (Xanten), Köln in Bonn.
V zgodnjem rimskem obdobju so bili glavno germansko pleme v Spodnji Germaniji Ubijci, ki so dobili dovoljenje za preselitev preko Rena. Na njihovem ozemlju je bila ustanovljena rimska Colonia Agrippinenses (Köln), ki naj bi jim pomagala braniti cesarstvo pred vsiljivci.  Na ozemlje Ubijcev, od koder so jih na silo pregnali njihovi vzhodni sosedi Svebi, so se pod podobnim pritiskom še bolj vzhodnih plemen doselili  Brukteri, Tenkterji, Sikambri, Usipeti  in drugi.  Tacit v opisu Batavijske vstaje omenja, da so omenjena plemena ostala v stiku z Ubijci. Domneva se, da so ta relativno romanizirana germanska plemena v kasnejših stoletjih  prispevala k nastanku Ripuarskih Frankov. 
Ripuarski Franki so bili mnogo manj vplivni kot njihovi zahodni bratranci Salijski Franki, ki so na začetku 5. stoletja ustvarili merovinško Frankovsko kraljestvo. Ripuarski Franki so kmalu potem, ko so se pojavili v zgodovinskih dokumentih, izgubili svojo neodvisnost in bili vključeni v frankovsko osrednjo provinco Avstrazijo.
Če ne upoštevamo nekega Ripuarca, za katerega Jordanes v Getiki piše, da se je v pomožnih enotah Flavija Ecija boril v bitki na Katalunskih poljih leta 451, je Ripuarske Franke prvi omenil Gregor Tourski v Historii Francorum.  Gregor pravi, da je salijski kralj Klodvik I., prvi kralj vseh Frankov in prvi, ki se je spreobrnil v krščanstvo, podjarmil pred tem neodvisne Ripuarce.
Ripuarci so bili v tem času verjetno naseljeni na obeh bregovih Rena od  Kölna do Reimsa. V drugi polovici 5. stoletja jim je vladal  kralj Sigibert Hromi, za katerega Gregor Tourski trdi, da je bil sorodnik in zaveznik Klodvika I. in se je na njegovi strani boril v bitki pri Tolbiacu leta 496. Vzdevek Hromi je dobil zaradi rane na kolenu, ki jo je dobil v tej bitki. Leta 507 ali 509 ga je na Klodvikovo nagovarjanje ubil sin Kloderik, da bi zasedel njegov prestol. Klodvik je po njegovi smrti pozabil na dogovor in Sigiberta ujel in usmrtil. Po njegovi smrti je ripuarsko ozemlje priključil k svojemu. 
Ripuarski Franki so kljub temu še nekaj stoletij obdržali svojo identiteto, kar dokazuje Lex Ripuaria, zakonik, katerega so leta 630 sprejeli merovinški kralji izključno za svoje ripuarske  podložnike.